# Cavendish, Prince Edward Island
Cavendish är ett samhälle i Queens County på Prince Edward Island i Kanada. Invånarna uppgick 2011 till 266 i antalet. 
Författaren Lucy Maud Montgomery föddes i närbelägna New London men flyttade till Cavendish för att bo hos sina morföräldrar på en gård strax öster om Cavendish United Presbyterian Cemetery, i korsningen av Cavendish Road och Cawnpore Lane. Montgomery besökte också ofta sina kusiner, familjen MacNeill, som ägde gården Grönkulla (Green Gables) som är belägen på den västra sidan av vägkorsningen. Montgomerys upplevelser av det lantliga Prince Edward Island i slutet av 1800-talet förevigades i bokserien om Anne på Grönkulla men även andra av hennes litterära verk. 

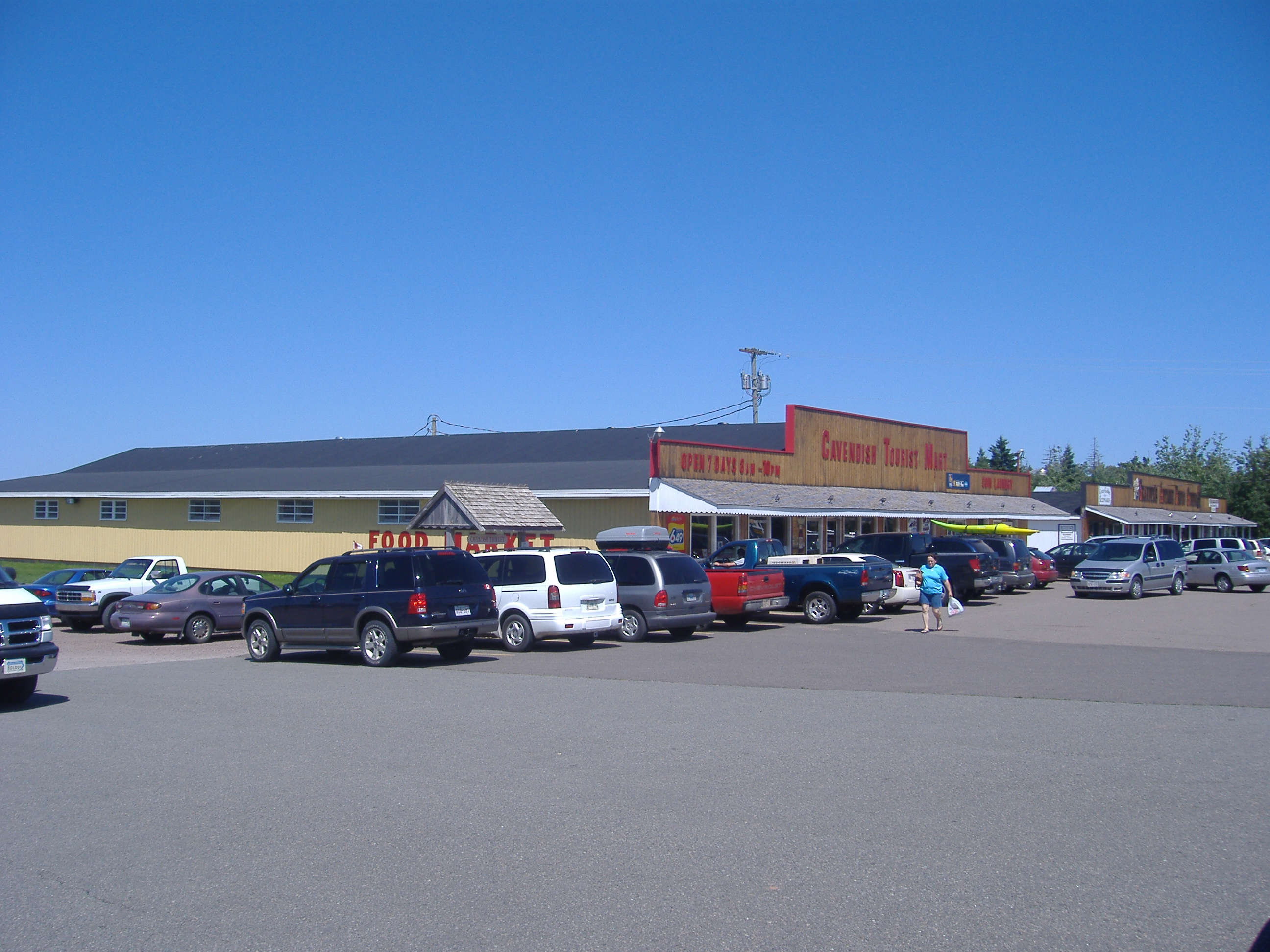
Cavendish, Prince Edward Island

1937 grundades Prince Edward Island National Park, på dess område finns bland annat familjen MacNeills gård Grönkulla. 

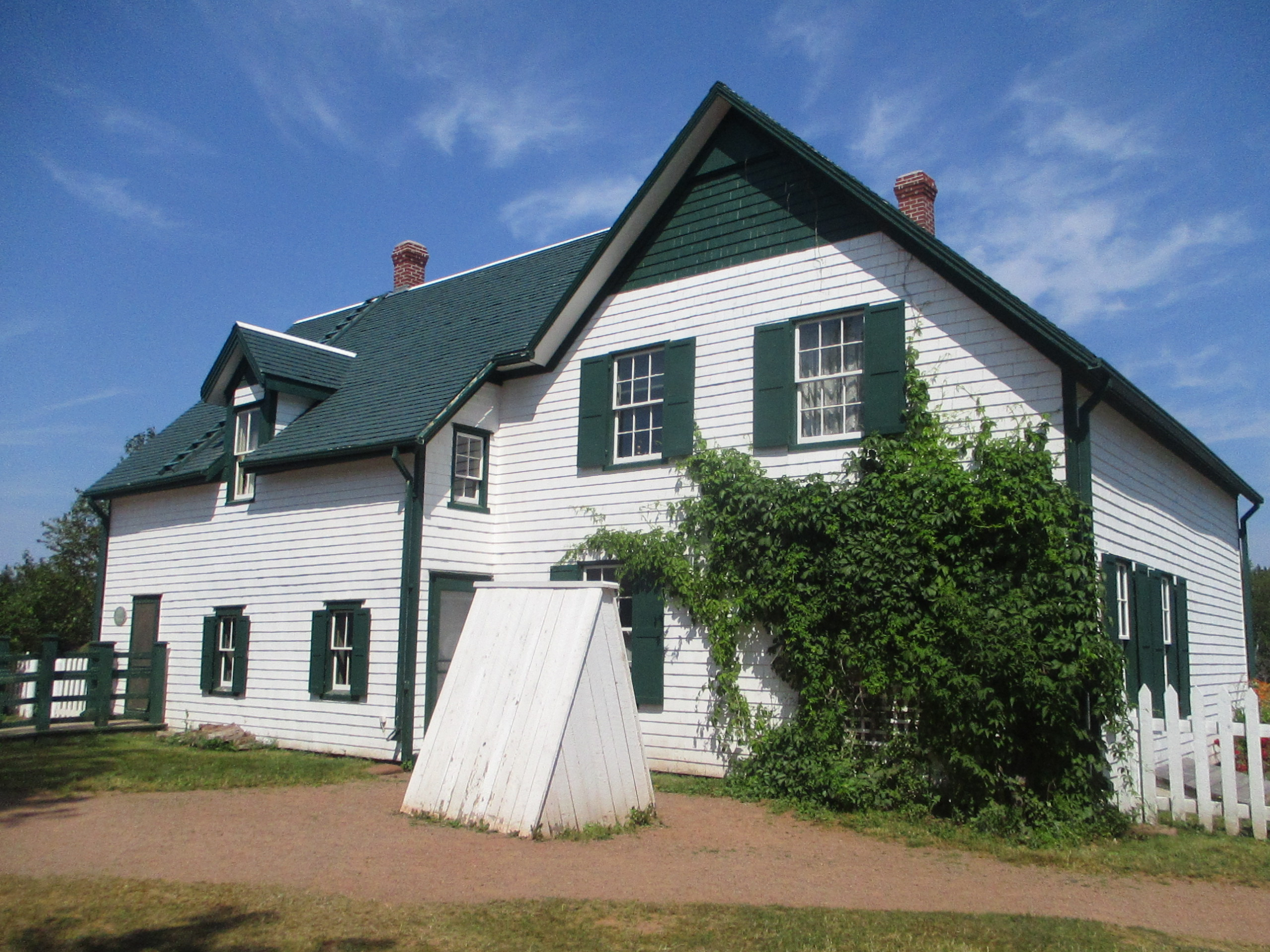
Green Gables